# The Nicki Wrld Tour
De Nicki Wrld Tour is de vierde concerttournee van de Amerikaanse zangeres Nicki Minaj, met de Amerikaanse rapper Juice Wrld. De tour is ter ondersteuning van Minajs vierde studioalbum, Queen (2018), en Juice Wrlds tweede studioalbum, Death Race for Love (2019). De tournee begon op 21 februari 2019 in München, Duitsland in Olympiahalle en eindigde op 28 maart 2019 in Genève, Zwitserland in SEG Geneva Arena, bestaande uit 19 shows. Drie van de oorspronkelijke 21 shows werden geannuleerd vanwege technische en weersomstandigheden.

## Setlist
Deze setlist is representatief voor de show in München op 21 februari 2019. Het is niet representatief voor alle concerten tijdens de tour.
1. "Majesty"
2. "Hard White"
3. "Feeling Myself"
4. "Only"
5. "Truffle Butter"
6. "Did It On'em"
7. "Beez in the Trap"
8. "Rake It Up"
9. "Dance (Ass)"
10. "Big Bank"
11. "Anaconda"
12. "Roman's Revenge"
13. "Up All Night"
14. Throw Sum Mo"
15. "Plain Jane"
16. "Itty Bitty Piggy"
17. "Your Love"
18. "Make Me Proud"
19. "Monster"
20. "Armed and Dangerous"
21. "Black and White"
22. "Lean wit Me"
23. "All Girls Are the Same"
24. "Fine China"
25. "Wasted"
26. "Robbery"
27. "Lucid Dreams"
28. "Turn Me On"
29. "Whip It"
30. "Pound the alarm"
31. "Starships"
32. "Where Them Girls At"
33. "All Things Go"
34. "Save Me"
35. "Right Tru Me"
36. "Come See About Me"
37. "Grand Piano"
38. "Bed" / "Side to Side"
39. "Swalla"
40. "Chun-Li"
41. "Moment 4 Life"

Encore
1. "Super Bass"

## Shows
| Datum            | Stad             | Land                | Plaats                | Openingsact              | Opkomst               | Omzet      |
| Europa           | Europa           | Europa              | Europa                | Europa                   | Europa                | Europa     |
| ---------------- | ---------------- | ------------------- | --------------------- | ------------------------ | --------------------- | ---------- |
| 21 februari 2019 | München          | Duitsland           | Olympiahalle          | Zuna & Azet Miami Yacine | -                     | -          |
| 24 februari 2019 | Łódź             | Polen               | Atlas Arena           | Smolasty                 | -                     | -          |
| 25 februari 2019 | Boedapest        | Hongarije           | Budapest Sports Arena | —                        | —                     |            |
| 28 februari 2019 | Berlijn          | Duitsland           | Mercedes-Benz Arena   | Zuna & Azet Miami Yacine | —                     | —          |
| 1 maart 2019     | Kopenhagen       | Denemarken          | Royal Arena           | Vild Smith               | —                     | —          |
| 3 maart 2019     | Oslo             | Noorwegen           | Oslo Spektrum         | Kjartan Lauritzen        | —                     | —          |
| 4 maart 2019     | Stockholm        | Zweden              | Ericsson Globe        | Lil Xan                  | —                     | —          |
| 6 maart 2019     | Brussel          | België              | Palais 12             | Lord Gasmique            | 4.560 / 6.141         | $262.739   |
| 7 maart 2019     | Parijs           | Frankrijk           | AccorHotels Arena     | Koba LaD                 | —                     | —          |
| 11 maart 2019    | Londen           | Verenigd Koninkrijk | The O2 Arena          | Ray BLK                  | —                     | —          |
| 14 maart 2019    | Birmingham       | Verenigd Koninkrijk | Arena Birmingham      | Ray BLK                  | 7.626 / 10.413        | $601.518   |
| 17 maart 2019    | Glasgow          | Verenigd Koninkrijk | SSE Hydro             | Ray BLK                  | 8.380 / 8.515         | $645.199   |
| 18 maart 2019    | Manchester       | Verenigd Koninkrijk | Manchester Arena      | Ray BLK                  | 10.334 / 11.468       | $744.718   |
| 20 maart 2019    | Esch-sur-Alzette | Luxembourg          | Rockhal\|             | —                        | —                     |            |
| 22 maart 2019    | Frankfurt        | Duitsland           | Festhalle             | Zuna & Azet Miami Yacine | —                     | —          |
| 23 maart 2019    | Keulen           | Duitsland           | Lanxess Arena         | Zuna & Azet Miami Yacine | 10.360 / 12.000       | $801.502   |
| 25 maart 2019    | Amsterdam        | Nederland           | Ziggo Dome            | Josylvio                 | 6.846 / 7.056         | $423.432   |
| 27 maart 2019    | Zürich           | Zwitserland         | Hallenstadion         | —                        | 5.724 / 13.000        | $510.870   |
| 28 maart 2019    | Geneva           | Zwitserland         | SEG Geneva Arena      | —                        | —                     |            |
| Totaal           | Totaal           | Totaal              | Totaal                | Totaal                   | 53.830 / 68.593 (78%) | $3.989.990 |